# 後慈湖

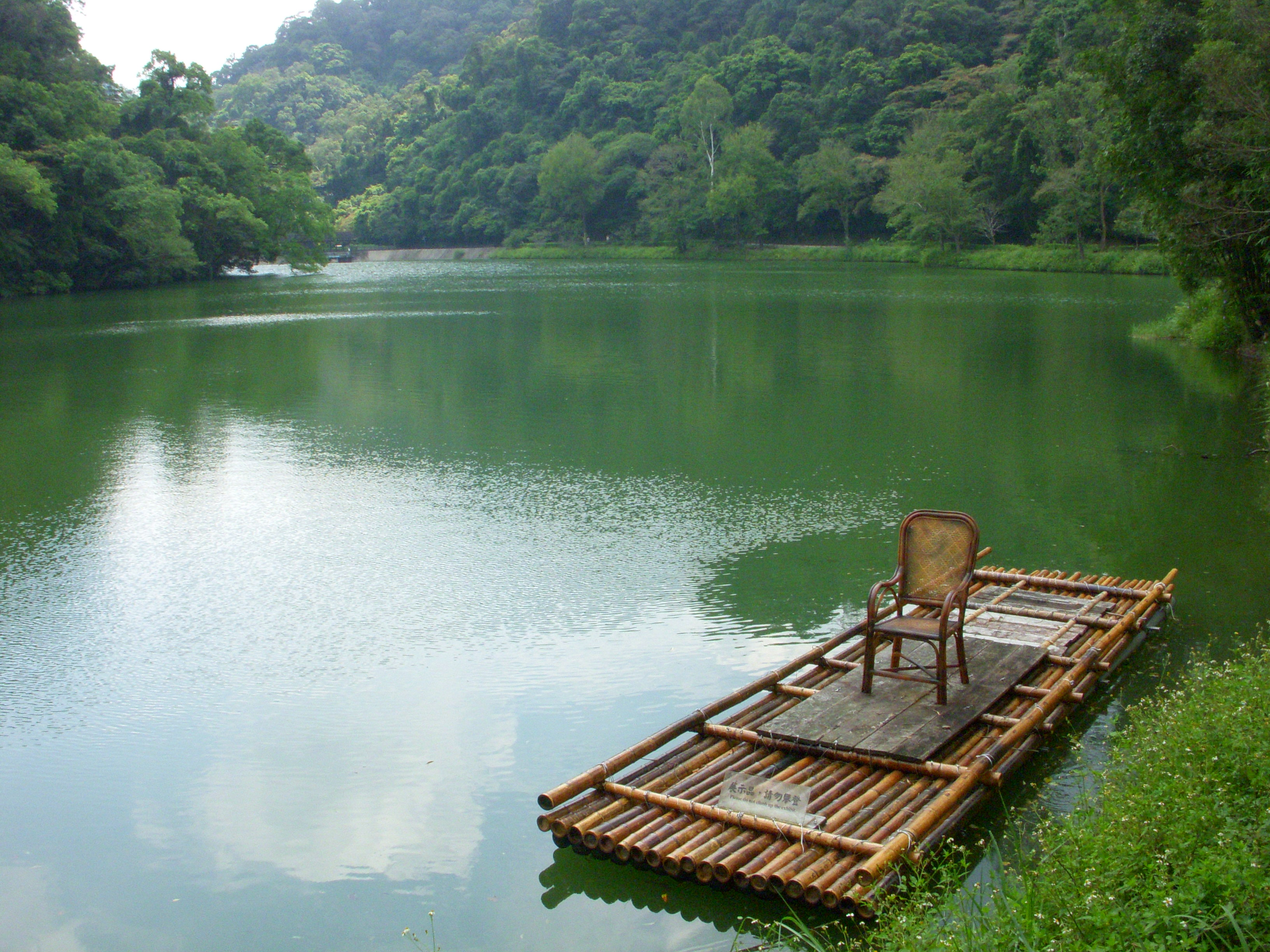
後慈湖

後慈湖為位於臺灣桃園市大溪區的一座埤塘，原名為「龍過脈埤」。1962年配合總統府疏散計畫，經蔣介石指示購地，於後慈湖地區興建防空洞作為戰時指揮所，並興建官舍，做為總統府秘書長、參軍長、及副秘書長等辦公處所；後慈湖長年列為軍事管制區，但現已無軍事用途，2007年11月，正式移撥桃園縣政府並於2009年才重新開放參觀，成為依觀光景點。目前景區除埤塘外，尚有戒嚴管制時期所留下來的指揮所、碉堡、管制鐵門、辦公室等。

## 外部連結
- 桃園市後慈湖入園申請系統 （页面存档备份，存于）